# Cesare - Il creatore che ha distrutto
Cesare - Il creatore che ha distrutto (チェーザレ 破壊の創造者?, Chēzare hakai no souzousha) è un manga seinen creato da Fuyumi Sōryō assieme a Motoaki Hara ed edito in Giappone con una serializzazione irregolare su Weekly Morning della Kōdansha.
È un manga storico dedicato alla figura di Cesare Borgia, alla quale la mangaka ha dichiarato di dedicarsi per gran parte della sua carriera. Nel manga appaiono molti personaggi storici realmente esistiti, e vi è ricostruita in modo accurato la vita scolastica dell'Università di Pisa nel Rinascimento.
In Italia è stato pubblicato dalla casa editrice Star Comics dal 18 ottobre 2007 al 26 ottobre 2022.

## Trama
Questo manga è ambientato nella Pisa del 1491, durante il dominio dei Medici. Pisa in quel periodo è sede della più grande università italiana dopo quella di Bologna, e in questa sede di cultura sono presenti grandissimi personaggi storici rinascimentali. Tra di essi anche Cesare Borgia.
La storia segue la vita dell'ingenuo Angelo da Canossa, un giovane fiorentino di umili origini, che con la protezione di Lorenzo de' Medici può accedere all'Università di Pisa. Qui, grazie alla sua intelligenza, conoscerà personaggi come Leonardo da Vinci, Giovanni de' Medici, Michelotto da Corella e lo stesso Cesare Borgia.
Attraverso gli occhi di Angelo ci viene narrata la vita di questo grande condottiero e della sua entrata in scena nella politica del Rinascimento italiano.

## Personaggi
- Cesare Borgia: Figlio del cardinale Rodrigo Borgia e di Vannozza Cattanei, una donna di origine mantovana, Cesare fin da piccolo possiede diversi titoli ecclesiastici spagnoli. Conosce più lingue e ha un'ottima istruzione. Frequenta l'Università di Pisa solo come trampolino per essere insignito del titolo di cardinale. Malgrado questo ha un animo curioso e apprezza la cultura. È il capo del gruppo degli spagnoli.

- Michelotto da Corella: Michelotto (in spagnolo Miguel), è il servitore più fidato e il braccio destro di Cesare Borgia. Secondo la fantasia della Souryo, discende da una nobile famiglia ebrea decaduta.

- Angelo da Canossa: Ingenuo giovane fiorentino, è nipote di un umile artigiano che ha lavorato al servizio di Lorenzo de' Medici. Grazie all'interessamento quest'ultimo può permettersi di frequentare l'Università di Pisa.

## Pubblicazione
Il manga, scritto e disegnato da Fuyumi Sōryō, è stato serializzato dal 24 marzo 2005 al 25 novembre 2021 sulla rivista Weekly Morning edita da Kōdansha. I vari capitoli sono stati raccolti in tredici volumi tankōbon pubblicati dal 23 ottobre 2006 al 21 gennaio 2022.
In Italia la serie è stata pubblicata da Star Comics nella collana Storie di Kappa dal 18 ottobre 2007 al 26 ottobre 2022.

### Volumi
| 1  | 23 ottobre 2006 | ISBN 978-4-06-372201-7                                                      | 18 ottobre 2007  | ISBN 978-88-6420-004-0 |
| 1  | Capitoli - Virtù 1. Aria di Pisa (ピサの風?, Pisa no kaze) - Virtù 2. Un cavallo indomito (荒馬?, Arauma) - Virtù 3. Cattiva condotta (無頼?, Burai) - Virtù 4. Presagio di tempesta (嵐への予兆?, Arashi e no yochō) - Virtù 5. Il frutto maturo (熟した実?, Juku shita mi) - Virtù 6. La riva opposta (対岸?, Taigan) |                                                                             |                  |                        |
| 2  | 23 ottobre 2006 | ISBN 978-4-06-372202-4                                                      | 2 novembre 2007  | ISBN 978-88-6420-008-8 |
| 2  | Capitoli - Virtù 7. La riva opposta II (対岸2?, Taigan 2) - Virtù 8. Dominatori (支配者?, Shihai-sha) - Virtù 9. I mostri del Vaticano (ヴァティカンの魔物?, Vatikan no mamono) - Virtù 10. La divina commedia (神曲?, Shinkyoku) - Virtù 11. Un uomo scelto da Dio (神に選ばれし者?, Kami ni erabareshimono) - Virtù 12. Luce e tenebre (光と闇?, Hikari to yami) - Virtù 13. La Primavera (プリマヴェッラ?, Purimaverra) - Virtù 14. Maestro (巨匠?, Kyoshō) |                                                                             |                  |                        |
| 3  | 23 aprile 2007 | ISBN 978-4-06-372287-1                                                      | 25 giugno 2008   | ISBN 978-88-6420-017-0 |
| 3  | Capitoli - Virtù 15. Sotto la superficie dell'acqua (水面下?, Suimenka) - Virtù 16. Scontro (衝突?, Shōtotsu) - Virtù 17. Il Minotauro (ミノタウロス?, Minotaurosu) - Virtù 18. Una cultura diversa (異文化?, Ibunka) - Virtù 19. Applausi (喝采?, Kassai) - Virtù 20. Il nuovo mondo (新天地?, Shintenchi) - Virtù 21. Disconosciuto (認められざる者?, Mitome rarezaru mono) - Virtù 22. Ombre (陰翳?, In'ei) - Virtù 23. Intrecci (交錯?, Kōsaku) - Virtù 24. Fiducia tradita (背信?, Haishin) |                                                                             |                  |                        |
| 4  | 22 novembre 2007 | ISBN 978-4-06-372396-0                                                      | 28 ottobre 2008  | ISBN 978-88-6420-019-4 |
| 4  | Capitoli - Virtù 25.Lucrezia (ルクレツィア?, Rukuretsuia) - Virtù 26. Fratello e sorella (兄妹?, Kyōdai) - Virtù 27. Promessa (約束?, Yakusoku) - Virtù 28. I successori (継承する者?, Keishō suru mono) - Virtù 29. Scintilla (火種?, Hidane) - Virtù 30. Una melodia raffinata (優雅なる調べ?, Yūganaru shirabe) - Virtù 31. Sapienza e ragione (知と理?, Chi to ri) - Virtù 32. All'avventura (冒険?, Bōken) - Virtù 33. Festa (祭り?, Matsuri) - Virtù 34. Ombre (影?, Kage) |                                                                             |                  |                        |
| 5  | 23 luglio 2008 | ISBN 978-4-06-375523-7                                                      | 25 giugno 2009   | ISBN 978-88-6420-031-6 |
| 5  | Capitoli - Virtù 35. Presagio (兆候?, Chōkō) - Virtù 36. La trappola (罠?, Wana) - Virtù 37. Un compito da svolgere (成すべきこと?, Nasubeki koto) - Virtù 38. Un souvenir dell'avventura (冒険の記念?, Bōken no kinen) - Virtù 39. Armatura pesante o armatura leggera? (重装か軽装か?, Jūsō ka keisō ka) - Virtù 40. L'esercito del sud (以南軍?, Inangun) - Virtù 41. Battaglia simulata I (模擬戦1?, Mogi-sen 1) - Virtù 42. Battaglia simulata II (模擬戦2?, Mogi-sen 2) - Virtù 43. Battaglia simulata III (模擬戦3?, Mogi-sen 3) - Virtù 44. Cielo azzurro (青空?, Aozora)                               |                                                                             |                  |                        |
| 6  | 21 novembre 2008 | ISBN 978-4-06-375604-3                                                      | 21 ottobre 2009  | ISBN 978-88-6420-023-1 |
| 6  | Capitoli - Virtù 45. Dissonanze (不協和音?, Fukyōwaon) - Virtù 46. Un nemico alle spalle (背後の敵?, Haigo no teki) - Virtù 47. Ognuno di noi ha un lato oscuro (それぞれの闇?, Sorezore no yami) - Virtù 48. Accogli la sua anima, o Signore (主よ 願わくば魂を?, Omo yo negawakuba tamashī o) - Virtù 49. Arancia (アランチャ?, Arancha) - Virtù 50. I due Juan (二人のホアン?, Futari no Hoan) - Virtù 51. Un piccolo orgoglio (ささやかな自負?, Sasayakana jifu) - Virtù 52. Aspirazioni (憧憬?, Dōkei) - Virtù 53. Amici per la pelle (盟友?, Meiyū)                                                       |                                                                             |                  |                        |
| 7  | 21 agosto 2009 | ISBN 978-4-06-375750-7                                                      | 23 aprile 2010   | ISBN 978-88-6420-051-4 |
| 7  | Capitoli - Virtù 54. Santa notte (聖夜?, Seiya) - Virtù 55. Colui che s'interroga (問う者?, Tou mono) - Virtù 56. I due Soli (二つの太陽?, Futatsu no taiyō) - Virtù 57. Canossa (カノッサ?, Kanossa) - Virtù 58. Faccia a faccia (向かい合う者?, Mukaiau mono) - Virtù 59. Colui che siede sul trono (玉座に座る者?, Gyokuza ni suwaru mono) - Virtù 60. La volontà di Dio (神の望むもの?, Kami no nozomu mono) - Virtù 61. Saggezza e valore (機知と精神?, Kichi to seishin) |                                                                             |                  |                        |
| 8  | 22 ottobre 2010 | ISBN 978-4-06-375987-7                                                      | 23 marzo 2011    | ISBN 978-88-6420-121-4 |
| 8  | Capitoli - Virtù 62. Anno 1492 (1492年?, 1492-nen) - Virtù 63. Sotto le stelle (星の下で?, Hoshi no shita de) - Virtù 64. Firenze I (フィレンツェ1?, Firentsu 1) - Virtù 65. Firenze II (フィレンツェ2?, Firentsu 2) - Virtù 66. L'incontro (遭遇?, Sōgū) - Virtù 67. Nyx, la dea della notte (ニュクス―夜の女神―?, Nyukusu ―yoru no megami―) - Virtù 68. La congiura dei Pazzi (パッツィ家の陰謀?, Pattsi kenoinbō) - Virtù 69. Coloro che si nascondono nel buio (闇に潜む者?, Yami ni hisomu mono) - Virtù 70. Nel palmo della mano (掌の中?, Tanagokoro no uchi) - Virtù 71. Celebrazioni (祝祭?, Shukusai) |                                                                             |                  |                        |
| 9  | 23 aprile 2012 | ISBN 978-4-06-376629-5                                                      | 24 ottobre 2012  | ISBN 978-88-6420-332-4 |
| 9  | Capitoli - Virtù 72. (ローマの娘?, Rōma no musume) - Virtù 73. (波乱の幕開け?, Haran no makuake) - Virtù 74. (ヴァティカンの住人?, Vatikan no jūnin) - Virtù 75. (飛び火?, Tobihi) - Virtù 76. (試される時?, Tamesa reru toki) - Virtù 77. (聖と俗?, Hijiri to zoku) - Virtù 78. (次世代たちへ?, Jisedai-tachi e) - Virtù 79. (進むべき道?, Susumubeki michi) - Virtù 80. (道標?, Michishirube) - Virtù 81. (決意?, Ketsui) |                                                                             |                  |                        |
| 10 | 22 marzo 2013 | ISBN 978-4-06-376795-7                                                      | 21 novembre 2013 | ISBN 978-88-6420-716-2 |
| 10 | Capitoli - Virtù 82. (とある雪の日?, Toaru yuki no hi) - Virtù 83. (卒業?, Sotsugyō) - Virtù 84. (卒業2?, Sotsugyō 2) - Virtù 85. (卒業3?, Sotsugyō 3) - Virtù 86. (春の訪れ?, Haru no otozure) - Virtù 87. (道標 波光?, Dōhyō hakō) - Virtù 88. (風の中で?, Kaze no nakade) - Virtù 89. (空と海と?, Sora to umi to) - Virtù 90. (若き担い手たち?, Wakaki ninaite-tachi) - Virtù 91. (新たなる旅立ち?, Aratanaru tabidachi) |                                                                             |                  |                        |
| 11 | 23 gennaio 2015 | ISBN 978-4-06-377119-0 (ed. regolare) ISBN 978-4-06-362289-8 (ed. limitata) | 23 marzo 2016    | ISBN 978-88-6920-875-1 |
| 11 | Capitoli - Virtù 92. (永遠の都?, Eien no miyako) - Virtù 93. (巨星墜つ?, Kyoseiotsu) - Virtù 94. (次世代たち?, Jisedai-tachi) - Virtù 95. (帰郷?, Kikyō) - Virtù 96. (宴?, Utage) - Virtù 97. (決断の時?, Ketsudan' no toki) - Virtù 98. (召集?, Shōshū) - Virtù 99. (教皇選(1)?, Kyōkōsen (1)) - Virtù 100. (教皇選(2)?, Kyōkōsen (2)) - Virtù 101. (票の行方?, Hyō no yukue) |                                                                             |                  |                        |
| 12 | 21 giugno 2019 | ISBN 978-4-06-515092-4                                                      | 27 maggio 2020   | ISBN 978-88-226-1804-7 |
| 12 | Capitoli - Virtù 102. (談合?, Dangō) - Virtù 103. (ヴァチカンの朝?, Vachikan no asa) - Virtù 104. (教皇誕生?, Kyōkō tanjō) - Virtù 105. (策略?, Sakuryaku) - Virtù 106. (再会?, Saikai) |                                                                             |                  |                        |
| 13 | 21 gennaio 2022 | ISBN 978-4-06-526449-2                                                      | 26 ottobre 2022  | ISBN 978-88-226-3461-0 |